# ارکیده پرنده‌ای قدبلند
ارکیده پرنده‌ای قدبلند (نام علمی: Chiloglottis gunnii) نام یک گونه از سرده ارکیده‌های زنبوری است.